# Greenpeace
Greenpeace je ekološka organizacija koja se bori protiv zagađivanja Zemlje i zemljine atmosfere. Greenpeace djeluje u 41 zemlji svijeta u Americi, Aziji i Europi. Da bi zadržali neovisnost, Greenpeace ne prihvaća donacije vlada ili korporacija, ali se oslanja na donacije neovisnih tvrtki i ljudi koji podržavaju njihovo djelovanje. Greenpeace se bori za "dobrobit Zemlje" još od 1971. godine kada je mali brod volontera uplovio u Amchitku, područje sjeverno od Aljaske, gdje je vlada SAD-a obavljala nuklearne pokuse. Dobili su ime po Duginom Ratniku, legendi Američkih domorodaca. Legenda govori o bolesti Zemlje i Dugin Ratnik ustaje da ju obrani od "bolesti".

## Galerija
- Greenpeace-ov brod Arctic Sea u Riječkoj luci 2013 godine. Posada broda omogućila je njegovo razgledavanje i održala predavanje o zaštiti oklolice. Brod najviše vremena provodi u području Arktika gdje je najaktivniji.

### Ostali projekti
|  | Zajednički poslužitelj ima stranicu o temi Greenpeace    |
|  | Zajednički poslužitelj ima još gradiva o temi Greenpeace |

### Službene stranice
- Greenpeace International homepage (engleski)
- Greenpeace Europe homepage (engleski)